# Wilker Ángel
Wilker José Ángel Romero (Valera, 18 marzo 1993) è un calciatore venezuelano, difensore della Juventude.

## Carriera

### Club
Ha giocato in patria nel Deportivo Táchira con cui ha vinto il campionato 2014-2015, in precedenza ha militato nel Trujillanos con cui ha conquistato la Coppa del Venezuela del 2010. Nel 2016 si trasferisce in Russia nel Terek Groznyj per la cifra di 625.000 dollari.

### Nazionale
Ha partecipato al campionato sudamericano Under-20 2011.
Esordisce in amichevole con gol nella sconfitto contro la Bolivia il 18 novembre 2014 e viene convocato per la Copa América 2015.
Viene convocato per la Copa América Centenario negli Stati Uniti.

## Palmarès

### Competizioni nazionali
- Copa Venezuela: 1

Trujillanos: 2010
- Campionato venezuelano: 2

Deportivo Táchira: 2010-2011, 2014-2015

### Competizioni statali
- Campionato Catarinense: 1

Criciúma: 2024